# Cantone di Saint-Étienne-de-Baïgorry
Il Cantone di Saint-Étienne-de-Baïgorry era una divisione amministrativa dell'arrondissement di Bayonne.
È stato soppresso a seguito della riforma complessiva dei cantoni del 2014, che è entrata in vigore con le elezioni dipartimentali del 2015.
Comprendeva i comuni di:
- Aldudes
- Anhaux
- Ascarat
- Banca
- Bidarray
- Irouléguy
- Lasse
- Ossès
- Saint-Étienne-de-Baïgorry
- Saint-Martin-d'Arrossa
- Urepel